# Syacium maculiferum
Syacium maculiferum är en fiskart som först beskrevs av Garman, 1899.  Syacium maculiferum ingår i släktet Syacium och familjen Paralichthyidae. IUCN kategoriserar arten globalt som otillräckligt studerad. Inga underarter finns listade i Catalogue of Life.